# Прогресивна партія (Ісландія)
Прогресивна партія (ісл. Framsóknarflokkurinn) — аграрна ліберально-центристська політична партія в Ісландії, що входить в Ліберальний інтернаціонал.

## Історія
Партія була заснована в 1916 році, і протягом всього XX століття була другою за величиною політичною силою Ісландії після Партії незалежності, неодноразово входячи в коаліційні уряди і очолюючи їх, проте до кінця століття знизила свій вплив і в 1995–2007 входила в урядову коаліцію з ПН. На виборах 2007 року партія отримала всього 7 місць в альтинзі і опинилася в опозиції, а після виборів 2009 року має 9 місць і підтримує лівоцентристську коаліцію Соціал-демократичного альянсу і Ліво-зеленого руху, не входячи до правлячої коаліції.
Починаючи з 2009 року партія підтримує вступ Ісландії в ЄС.
На парламетських виборах у квітні 2013 року партія опинилася в лідерах.

## Голови партії
- Олафур Брієм, 1916—1920
- Свейн Олафссон, 1920—1922
- Торлейфур Йоунссон, 1922—1928
- Трюггві Торхальссон, 1928—1932
- Аусгейр Аусгейрссон, 1932—1933
- Сігурдур Крістинссон, 1933—1934
- Йоунас Йоунссон, 1934—1944
- Герман Йоунассон, 1944—1962
- Ейнстейн Йоунассон, 1962—1968
- Олафур Йоханнессон, 1968—1979
- Стейнгрімур Херманнссон, 1979—1994
- Гатльдоур Аусгрімссон, 1994—2006
- Йоун Сігурдссон, 2006—2007
- Гудні Аугустссон, 2007—2008
- Вальгердур Сверрісдоттір, 2008—2009
- Сігмюндюр Давид Гюннлейгссон, 2009—2016
- Сігюрдюр Інгі Йоуганнсон, з 2016